# Starset-diszkográfia
A Starset amerikai rockegyüttes 2013-as megalapítása óta négy stúdióalbumot, egy középlemezt, 15 kislemezt, 21 promóciós kislemezt, és 22 videóklipet adott ki. Legsikeresebb dalaik a My Demons című debütáló kislemezük, illetve az It Has Begun, a korábbi platina, az utóbbi arany minősítést kapott az Amerikai Hanglemezgyártók Szövetségétől.
Első nagylemezük, a Transmissions, azonnal kisebb sikert hozott az együttesnek, a Billboard 200 49. helyén debütált, míg a Hard Rock albumlista ötödik helyét is elérte. A Vessels még sikeresebb lett, majdnem betört a Billboard 200 első tíz helyére, és többek között olyan ismert dalaikat tartalmazta, mint a Monster, ami második lett a US Mainstream Rock slágerlistán. A harmadik lemezük, a Divisions, szintén viszonylag sikeres volt, a Hard Rock lista negyedik helyét elérve, és olyan dalok szerepeltek rajta, mint a Manifest és az Infected. A 2021-ben megjelent Horizons nem tudta elérni az első három lemez sikerességét.

## Stúdióalbumok
| Cím           | Részletek                                                                                    | Slágerlista | Slágerlista  | Slágerlista | Slágerlista |
| Cím           | Részletek                                                                                    | US          | US Hard Rock | US Top Rock | US Top Sal. |
| ------------- | -------------------------------------------------------------------------------------------- | ----------- | ------------ | ----------- | ----------- |
| Transmissions | - Megjelent: 2014. július 8. - Kiadó: Razor & Tie - Formátumok: CD, LP, digitális letöltés   | 49          | 5            | 16          | 48          |
| Vessels       | - Megjelent: 2017. január 20. - Kiadó: Razor & Tie - Formátumok: CD, LP, digitális letöltés  | 11          | 2            | 3           | 3           |
| Divisions     | - Megjelent: 2019. szeptember 13. - Kiadó: Fearless - Formátumok: CD, LP, digitális letöltés | 37          | 4            | 7           | 5           |
| Horizons      | - Megjelenés: 2021. október 22. - Kiadó: Fearless - Formátumok: CD, LP, digitális letöltés   | –           | 10           | 38          | 23          |

## Középlemezek
| Cím             | Részletek                                                                                      |
| --------------- | ---------------------------------------------------------------------------------------------- |
| Starset Remixes | - Megjelent: 2015. augusztus 14. - Kiadó: Razor & Tie - Formátumok: CD, LP, digitális letöltés |

## Kislemezek
| Cím                                                                 | Év   | Legmagasabb slágerlistás pozíció | Legmagasabb slágerlistás pozíció | Minősítés                            | Album                  |
| Cím                                                                 | Év   | US Main                          | US Rock Airplay                  | Minősítés                            | Album                  |
| ------------------------------------------------------------------- | ---- | -------------------------------- | -------------------------------- | ------------------------------------ | ---------------------- |
| My Demons                                                           | 2013 | 5                                | 26                               | - RIAA: Platinalmez - MC: Aranylemez | Transmissions          |
| Carnivore                                                           | 2014 | 16                               | –                                | –                                    | Transmissions          |
| Halo                                                                | 2015 | 16                               | 41                               | –                                    | Transmissions          |
| Monster                                                             | 2016 | 2                                | 14                               | –                                    | Vessels                |
| Satellite                                                           | 2017 | 12                               | 40                               | –                                    | Vessels                |
| Ricochet                                                            | 2018 | –                                | –                                | –                                    | Vessels                |
| Manifest                                                            | 2019 | 14                               | 50                               | –                                    | Divisions              |
| Trials                                                              | 2020 | 8                                | 29                               | –                                    | Divisions              |
| Infected                                                            | 2021 | 16                               | –                                | –                                    | Horizons               |
| Waiting on the Sky to Change (a Breaking Benjamin közreműködésével) | 2022 | 2                                | 9                                | –                                    | Nem jelent meg albumon |
| Brave New World                                                     | 2024 | –                                | –                                | –                                    | Ismeretlen             |
| TokSik                                                              | 2024 | 12                               | 45                               | –                                    | Ismeretlen             |

### Promóciós kislemezek
| Cím                            | Év   | Slágerlisták         | Slágerlisták | Album         |
| Cím                            | Év   | US Hard Rock Digital | US Hard Rock | Album         |
| ------------------------------ | ---- | -------------------- | ------------ | ------------- |
| Down with the Fallen           | 2014 | —                    | —            | Transmissions |
| Let It Die                     | 2014 | —                    | —            | Transmissions |
| The Future Is Now              | 2014 | —                    | —            | Transmissions |
| Rise and Fall                  | 2014 | —                    | —            | Transmissions |
| Back to the Earth              | 2017 | 14                   | —            | Vessels       |
| Die for You (Starset-dal)      | 2017 | —                    | —            | Vessels       |
| Telepathic                     | 2017 | —                    | —            | Vessels       |
| Bringing It Down (Version 2.0) | 2018 | —                    | —            | Vessels 2.0   |
| Love You To Death              | 2018 | —                    | —            | Vessels 2.0   |
| Where the Skies End            | 2019 | —                    | —            | Divisions     |
| Diving Bell                    | 2019 | —                    | —            | Divisions     |
| Stratosphere                   | 2019 | —                    | —            | Divisions     |
| Echo                           | 2021 | —                    | —            | Divisions     |
| Kashmir                        | 2021 | —                    | —            | N/A           |
| The Breach                     | 2021 | —                    | 22           | Horizons      |
| Leaving This World Behind      | 2021 | —                    | —            | Horizons      |
| Earthrise                      | 2021 | —                    | —            | Horizons      |
| Devolution                     | 2021 | —                    | —            | Horizons      |
| Otherworldly                   | 2022 | —                    | —            | Horizons      |
| Symbiotic                      | 2022 | —                    | —            | Horizons      |
| Icarus                         | 2022 | —                    | —            | Horizons      |
| Degenerate                     | 2024 | 5                    | 13           |               |
| Dystopia                       | 2024 | 6                    | 15           |               |
| Dark Things                    | 2025 | 6                    | 12           |               |
| Head over Heels                | 2025 | —                    | —            |               |

### Egyéb minősítéssel rendelkező dalok
| Cím          | Év   | Minősítés          | Album         |
| ------------ | ---- | ------------------ | ------------- |
| It Has Begun | 2014 | - RIAA: Aranylemez | Transmissions |

## Videóklipek
| Cím                  | Év   | Rendező                | Link    |
| -------------------- | ---- | ---------------------- | ------- |
| My Demons            | 2013 | Denver Cavins          | YouTube |
| Carnivore            | 2014 | Ramon Boutviseth       | YouTube |
| Halo                 | 2015 | Corbin Thomas          | YouTube |
| Monster              | 2016 | Punk City              | YouTube |
| Back to the Earth    | 2017 | Mungo Creative Group   | YouTube |
| Telepathic           | 2017 | Dustin Bates           | YouTube |
| Satellite            | 2017 | Kyle Cogan             | YouTube |
| Ricochet             | 2018 | Nick Peterson          | YouTube |
| Bringing It Down 2.0 | 2018 | Brian Cox              | YouTube |
| Manifest             | 2019 | Andrew Donoho          | YouTube |
| Where the Skies End  | 2019 | Caleb Mallery          | YouTube |
| Diving Bell          | 2019 | Caleb Mallery          | YouTube |
| Stratosphere         | 2019 | Caleb Mallery          | YouTube |
| Trials               | 2020 | Nick Peterson          | YouTube |
| Echo                 | 2021 | Dan Fusselman          | YouTube |
| The Breach           | 2021 | Nick Peterson          | YouTube |
| Symbiotic            | 2022 | Spencer Sease          | YouTube |
| Icarus               | 2022 | Nick Peterson          | YouTube |
| Brave New World      | 2024 | Anders Rostad          | YouTube |
| Degenerate           | 2024 | George Gallardo Kattah | YouTube |
| TokSik               | 2024 | Christopher Phelps     | YouTube |
| Dystopia             | 2024 | Christopher Phelps     | YouTube |